# Estrella B(e)
|  | El títol d'aquest article és incorrecte a causa de limitacions tècniques. El títol correcte de l'article és Estrella B[e]. |

|  | No s'ha de confondre amb Estrella Be. |

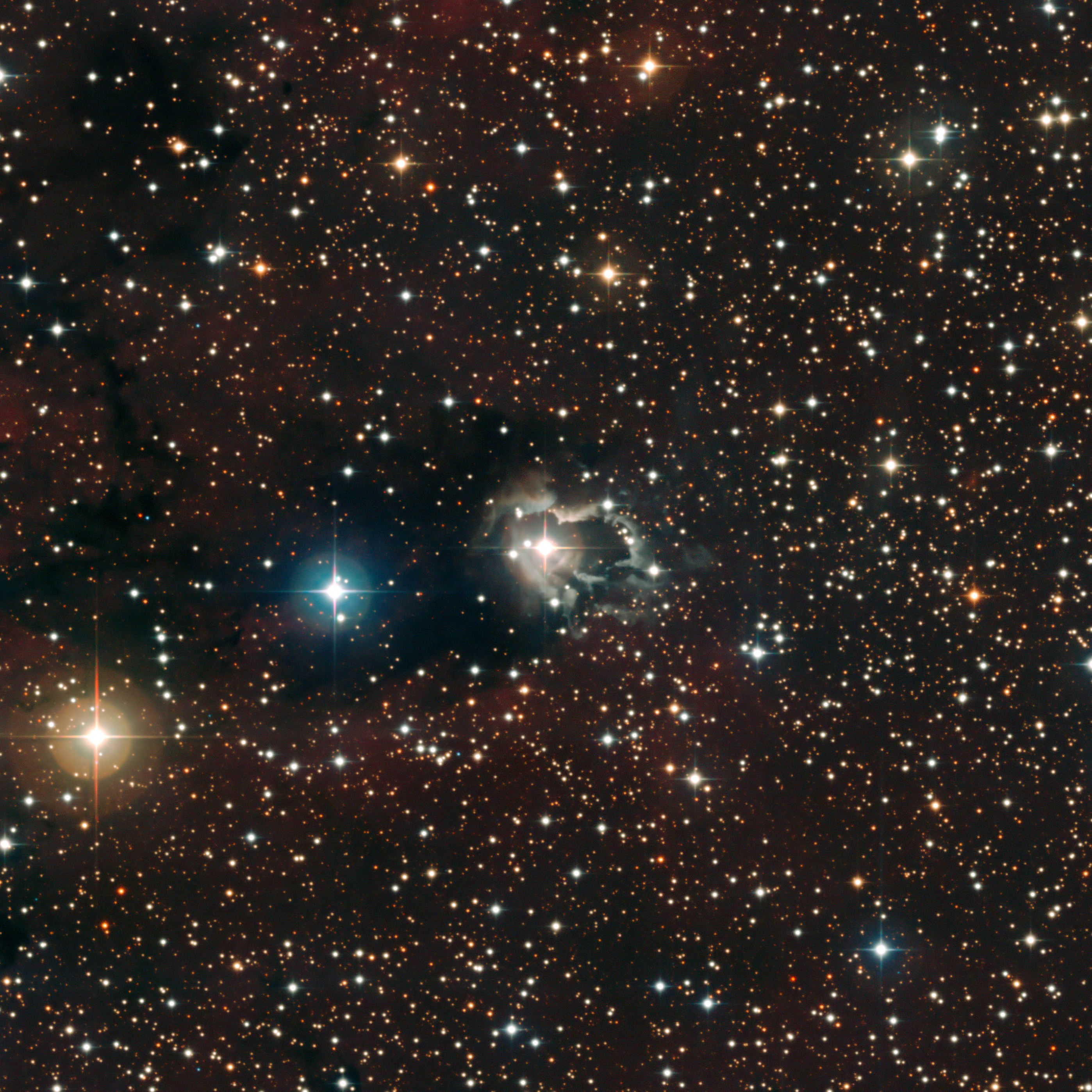
Nebulositat al voltant de l'estrella B[e] HD 87643

Una estrella B[e] o de tipus B[e], és una estrella de tipus B amb línies neutres prohibides o línies d'emissió de baixa ionització prohibides al seu espectre. La designació resulta de la combinació de la classe espectral B, l'e en minúscula que denota l'emissió en el sistema de classificació espectral i els claudàtors circumdants que signifiquen línies prohibides. Aquestes estrelles sovint també mostren línies d’emissió d'hidrogen fortes, però aquesta característica és present en una varietat d'altres estrelles i no és suficient per classificar-les com un objecte B[e]. Altres característiques observacionals inclouen la polarització lineal òptica i sovint la radiació infraroja anomenada excés d'infraroig, que és molt més forta que en les estrelles ordinàries de classe B. Com que la naturalesa B[e] és transitòria, les estrelles de tipus B[e] poden presentar de vegades un espectre normal de tipus B i fins ara les estrelles de tipus B normals poden convertir-se en estrelles de tipus B[e].

## Descobriment
Es va descobrir que moltes estrelles Be tenien peculiaritats espectrals. Una d'aquestes peculiaritats era la presència de línies espectrals prohibides de ferro ionitzat i, ocasionalment, d'altres elements.
El 1973, un estudi d'una d'aquestes estrelles, FS Canis Majoris, va mostrar un excés d'infrarojos, així com línies prohibides d'[OI], [SII], [FeII], [NiII] i moltes més.
El 1976 un estudi de les estrelles Be amb excessos infrarojos va identificar un subconjunt d’estrelles que mostraven línies d’emissió prohibides de ferro ionitzat i d'altres elements. Hom considerava que totes aquestes estrelles eren diferents de la seqüència principal clàssica d'estels Be, tot i que semblaven consistir en una àmplia gamma de diferents tipus d’estrelles. El terme estrella B[e] es va encunyar per agrupar aquestes estrelles.
Hom va identificar fàcilment un tipus d’estrella B[e] com a supergegants molt lluminosos. El 1985, es coneixien vuit supergegants B[e] envoltats de pols als núvols de Magalhães. Hom va trobar que d'altres no eren definitivament supergegants. Alguns eren binaris, d'altres nebuloses protoplanetàries, i el terme "fenomen B[e]" es va utilitzar per deixar clar que diferents tipus d'estrelles podrien produir el mateix tipus d'espectre.

## Classificació
Després del reconeixement de que el fenomen B[e] es podria produir en diversos tipus diferents d'estrelles, es van anomenar quatre subtipus:
- supergegants B[e], estrelles (sgB[e])
- Estrella pre-seqüència principal B[e], estrelles (HAeB[e]), un subconjunt d'estrelles d'Herbig Ae/Be
- Nebuloses planetàries compactes B[e], estrelles (cPNB[e])
- simbiòtiques B[e], estrelles (SymB[e])

Al voltant de la meitat de les estrelles B[e] conegudes no es van poder classificar en cap d'aquests grups i es deien estrelles B[e] no classificades (unclB[e]). Les estrelles unclB[e] s'han reclassificat des d'aleshores com a estrelles FS CMa, un tipus de variable que rep el nom d'una de les primeres estrelles B[e] conegudes.

## Naturalesa
L'emissió prohibida, l'excés d'infrarojos i altres característiques indicatives del fenomen B[e] proporcionen forts indicis sobre la naturalesa de les estrelles. Les estrelles estan envoltades de gas ionitzat que produeix línies d’emissió intenses de la mateixa manera que les estrelles Be. El gas s'ha d’estendre prou per permetre la formació de línies prohibides a la regió exterior de baixa densitat, i també perquè es forme pols que produeix l'excés d’infrarojos. Aquestes característiques són comunes a tots els tipus d’estrella B[e].
Les estrelles sgB[e] tenen vents ràpids i calents que produeixen un material circumstel·lar ampliat, a més d'un disc equatorial més dens. Els HAeB[e] estan envoltats per les restes dels núvols moleculars que formen les estrelles. Les estrelles binàries B[e] poden produir discos de material a mesura que es transfereixen d'una estrella a una altra a través del desbordament del lòbul de Roche. Els cPNB[e] són estrelles post-AGB que han deixat caure tota la seva atmosfera després d'arribar al final de la seva vida com a estrelles que fusionen activament. Les estrelles FS CMa semblen ser binaris amb un component de pèrdua de massa que gira ràpidament.

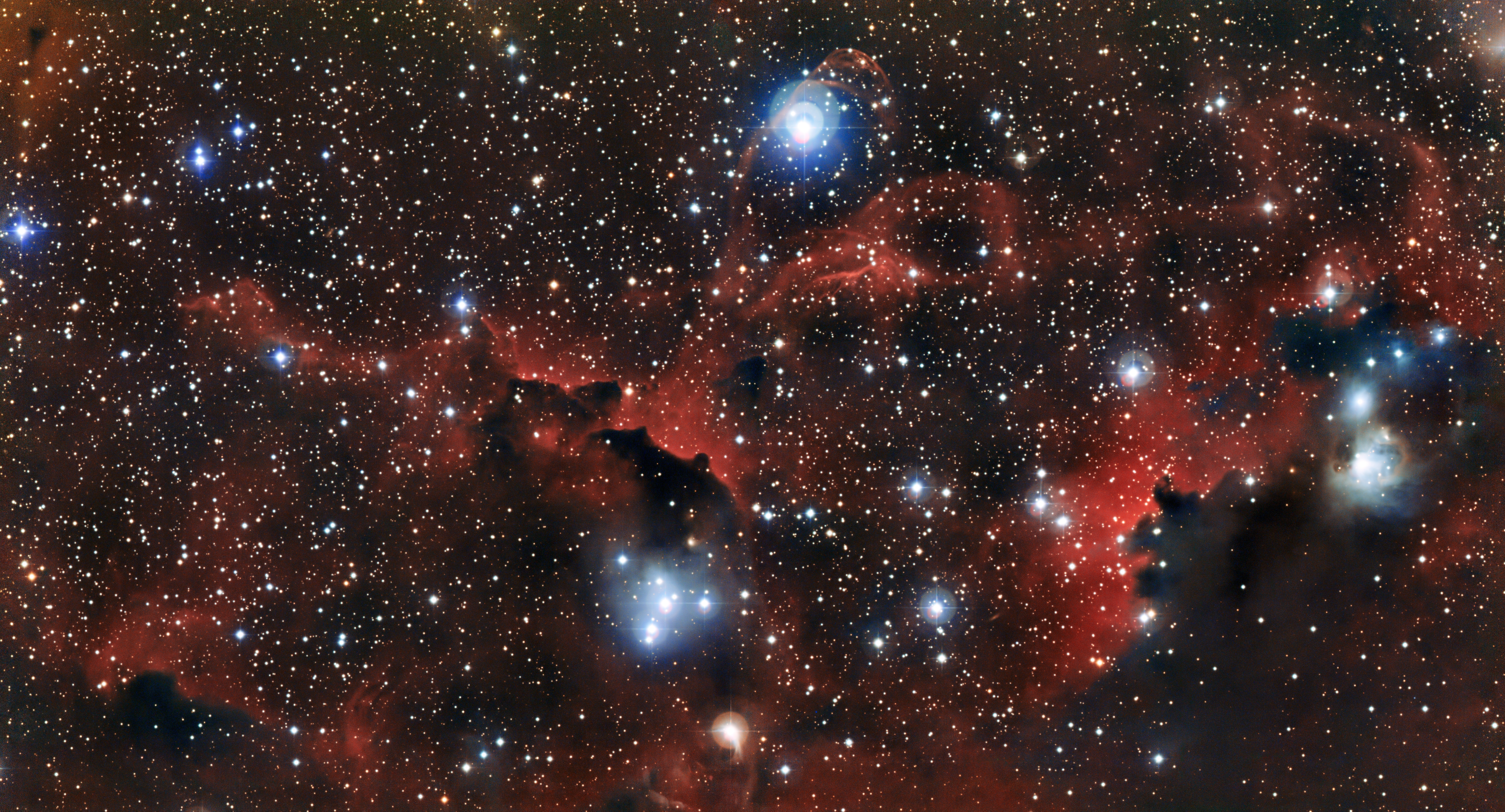
La Nebulosa de Gavina és una regió HII més o menys circular centrada a l'estrella d' Herbig Ae/Be HD 53367.